# Julius Sjögren
Aron Gottfrid "Julle" Julius Sjögren, född 10 december 1898 i Västerås, död 16 juli 1994, på Stureby Sjukhem i Stockholm, var en svensk skådespelare. 
Sjögren filmdebuterade 1936 i John Lindlöfs 33.333 och kom att medverka i drygt tio filmer, samt ett antal filmer som statist utan att vara med i lista över medverkande skådespelare. Förutom film turnerade Julius Sjögren som varietéartist/vaudevilleartist. I bland refererad till som manen med de roliga historierna eller liknande. Startade 1922, tillsammans vänner föreningen Vandrarringen.

## Filmografi
- 1936 – 65, 66 och jag
- 1936 – 33.333
- 1937 – Pensionat Paradiset
- 1938 – Styrman Karlssons flammor
- 1938 – Med folket för fosterlandet
- 1939 – Filmen om Emelie Högqvist
- 1939 – Melodin från Gamla Stan
- 1939 – Efterlyst
- 1940 – Beredskapspojkar
- 1940 – Stål
- 1940 – Kronans käcka gossar
- 1941 – Gentlemannagangstern
- 1949 – Hur tokigt som helst

## Teater

### Roller
| År   | Roll         | Produktion                   | Regi        | Teater                        |
| ---- | ------------ | ---------------------------- | ----------- | ----------------------------- |
| 1940 | Skärsliparen | Café Glada Änkan Ernst Berge | Sigge Fürst | Vanadislundens friluftsteater |